# Kathedraal Christ Church (Montréal)
De Kathedraal Christus Kerk (Engels: Christ Church Cathedral) is een anglicaanse kathedraal in de Canadese stad Montréal en zetel van het bisdom Montréal van de Anglicaanse Kerk van Canada. De kerk is gelegen aan de Rue Sainte-Catherine Ouest 635, tussen de Avenue Union en de Rue University. Het neogotische gebouw ontstond in de jaren 1857-1859. Sinds 1988 is het een monument van nationaal belang.

## Geschiedenis

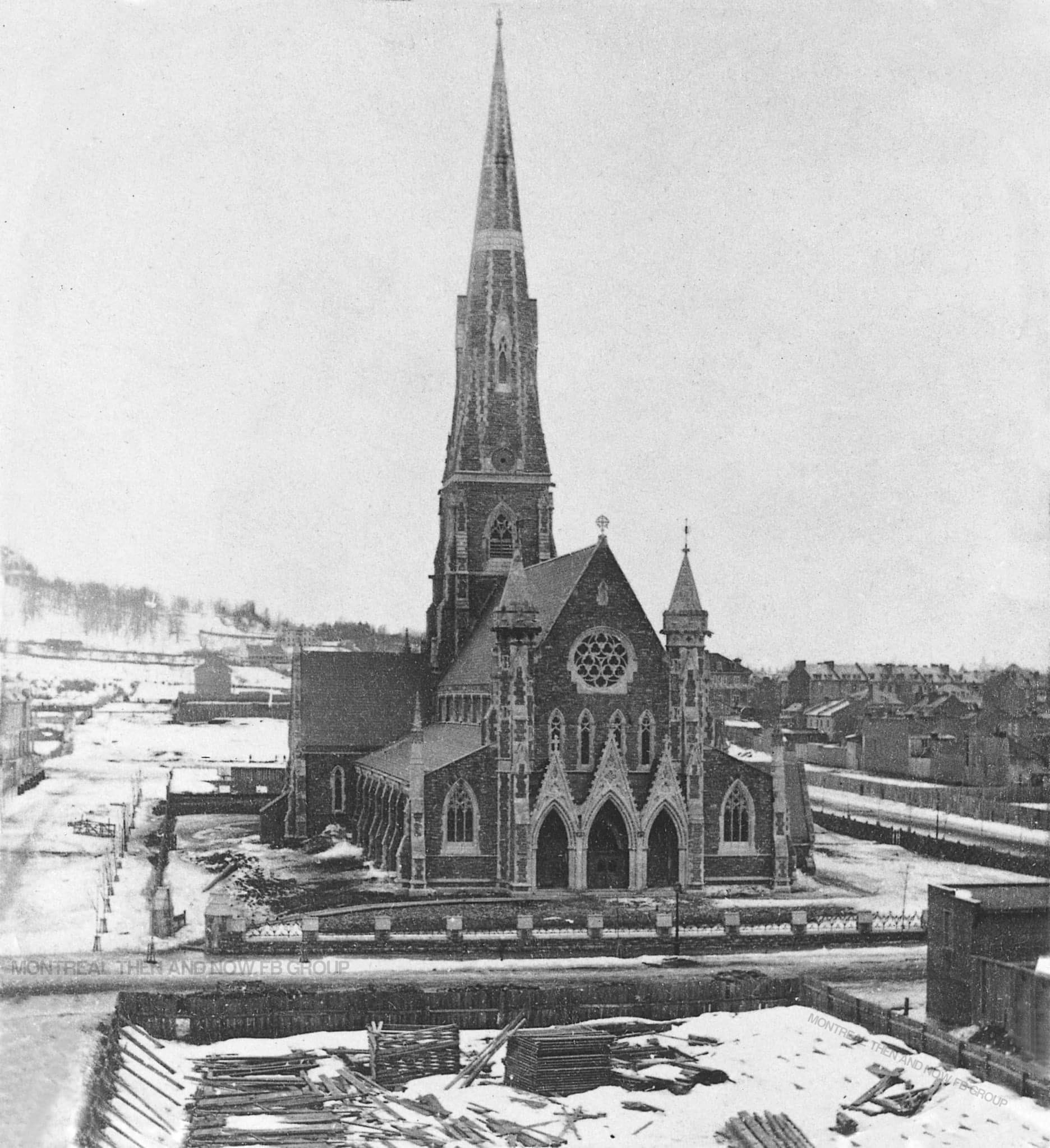
De net voltooide kathedraal, omstreeks 1860

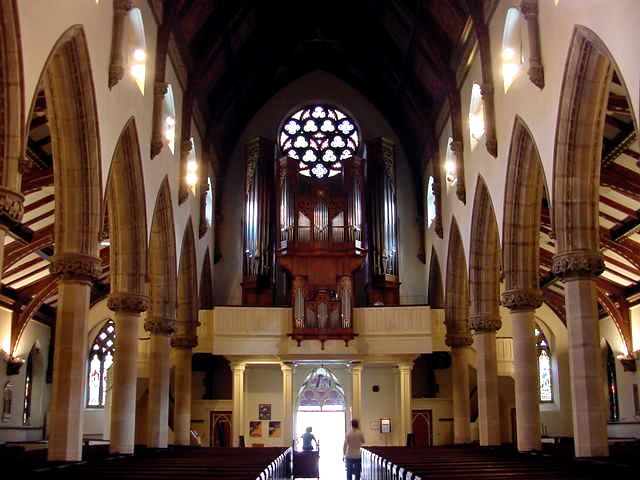
Interieur

De op de gotische Engelse plattelandskerken uit de 14e eeuw geïnspireerde kerk werd gebouwd tussen 1857 en 1859 conform de tekeningen van de Britse architect Frank Wills (1822–1856). Het ontwerp betrof een kruisvormige kerk met een vierkante toren op de viering van het transept. Nog voor de bouw was begonnen overleed Wills en de opdracht ging naar Thomas Scott (1826–1895), een gevestigde architect uit Montréal, om de bouw volgens Wills' ontwerp uit te voeren. De bouw werd voltooid in 1859, de kerk werd in 1867 ingewijd.
Het ontwerp werd alom geprezen om de architectuur, maar leed aan belangrijke technische gebreken. Vanaf het moment van de voltooiing van de imposante toren, begon ze in de zachte grond, waar de fundamenten waren gegraven, weg te zakken. Al in 1920 stond de toren 1,2 meter naar het zuiden uit het lood. In 1927 zag men zich genoodzaakt om de 1600 ton zware stenen toren af te breken. Nieuwe funderingen werd in 1939 gegoten en in 1940 werd het na een forse anonieme gift mogelijk een lichtere constructie in de vorm van de voormalige stenen spits te bouwen.
Direct ten noorden van de kathedraal bouwde men in 1987 de Tour KPMG, een 146 meter hoge wolkenkrabber. Bij het omstreden project hoorde ook de bouw van een parkeergarage en een winkelcentrum onder de kathedraal. Voor dit doel werden onder de fundamenten 33 cilindrische stalen pijlers in de rots geheid, tien daarvan vanuit de crypte. Over de caissons werden massieve dragers van gewapend beton gelegd, die het gewicht van de kathedraal moeten dragen. Het lastigste deel van de operatie betroffen de werkzaamheden rond de toren. Hier moest de grond zorgvuldig met de hand worden uitgegraven.

## Orgel
Het orgel werd in 1981 door de orgelbouwer Karl Wilhelm (Mont-Saint-Hilaire, Quebec) gebouwd. Het instrument bevat 42 registers op drie manualen en pedaal. De speel- en registertracturen zijn mechanisch. 